# Stabgott

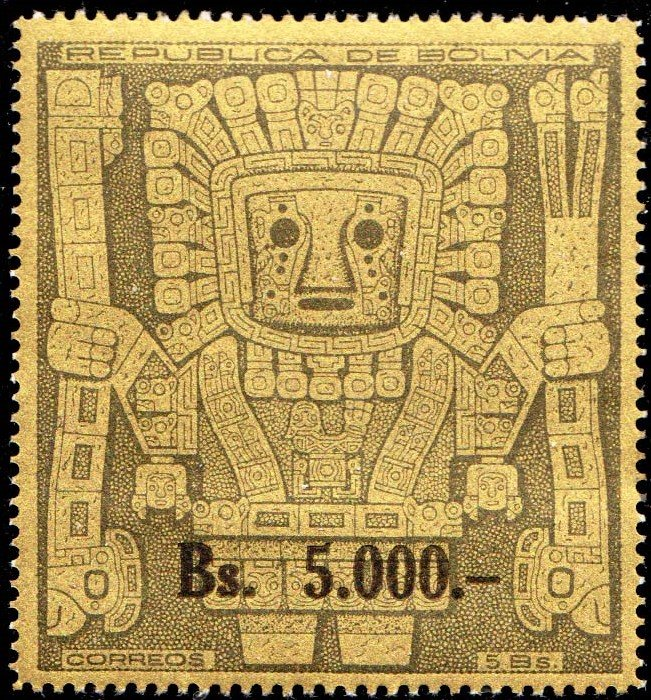
Briefmarke der frontal abgebildeten Figur am Sonnentor von Tiwanaku, Bolivien. In der rechten Hand hält die Figur eine Speerschleuder mit Vogelhaken.

In der Andenarchäologie ist das Stabgott-Motiv ein religiöses Symbol und eine standardisierte Pose, die in ihrer Art an die standardisierten Posen in der byzantinischen Kunst erinnert. Die Pose zeigt eine nach vorne gerichtete menschliche oder menschenähnliche Figur mit vertikalen Attributen, eines in jeder Hand. Eine einheitliche Darstellung eines „Stabgottes“ gibt es nicht. Es gibt Dutzende Variationen von „Stabgöttern“. Einige Forscher glauben, dass es sich bei einigen dieser Figuren möglicherweise um Darstellungen von Viracocha oder Thunupa (dem Wettergott der Aymara) handelt. Allerdings gibt es kaum Anhaltspunkte dafür, dass diese nach vorne gerichteten Figuren tatsächlich Gottheiten darstellen. Einige Forscher verweisen auf ihre Eigenschaften und ihre räumliche Ausrichtung, die darauf hindeuten, dass es sich bei ihnen um Ritualpraktiker handelt. Einige Attribute in ihren Händen wurden als Qirus (Anden-Ritualbecher), Schnupftabletts (in zeremoniellen Kontexten verwendet) und Speerschleudern identifiziert. Die „Strahlen“, die aus den Gesichtern der nach vorne gerichteten Tiwanaku-Figuren ausströmen oder heraussprießen, scheinen ungefähr den Wert einer Aureole zu haben. Sie können Flüsse und Verteilung von Energie darstellen. Bei der Wari-Stätte von Conchopata wurde ein Gefäß gefunden, das einen Stabgott zeigt, bei dem die „Strahlen“ als ein aus seinem Kopf sprießender Anadenanthera colubrina-Baum interpretiert werden können, während die kreisförmigen Elemente seine Samenkapseln darstellen. Das Stabgott-Motiv ist gelegentlich auf Tiwanaku- und Wari-Qirus zu finden. Der „Stabgott“ ist ein Hauptmotiv der Ikonografie des südlichen Andenraums.

## Alter des Stabgott-Kults
Im Juli 2002 fanden Archäologen etwa 190 Kilometer nördlich von Lima in einer geplünderten Grabstätte ein etwa 4.000 Jahre altes Kürbisfragment, welches ein Stabgott-Motiv trägt. Dieses wurde mittels Radiokarbondatierung auf 2250 v. Chr. datiert. Es scheint die älteste identifizierbare religiöse Ikone zu sein, die in Amerika gefunden wurde und weist zudem darauf hin, dass die organisierte Religion in den Anden mehr als 1.000 Jahre früher begann als zuvor angenommen.

## Bekannte präkolumbische Artefakte mit Stabgott-Ikonografie
- Raimondi-Stele
- Ponce-Monolith
- Bennett-Monolith
- Lineares-Sturz
- Qunchupata-Keramikfragmente
- Kochamama-Monolith
- El Idolo del Sol
- El Bloque de Llojeta
- El Lito de Taquiri
- El Receptáculo Lítico de Ofrendas

## Galerie

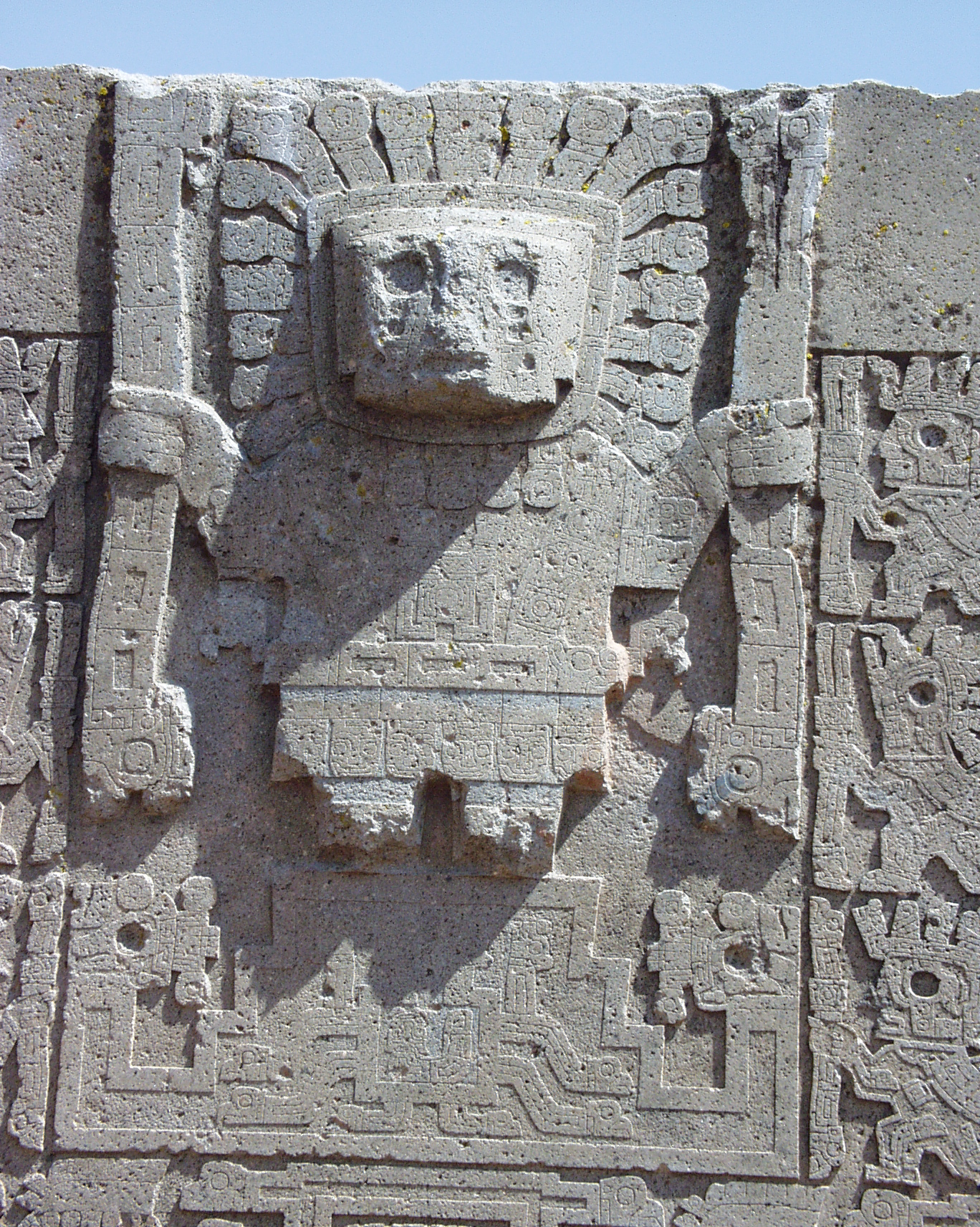
Frontal abgebildete Figur am sogenannten Sonnentor von Tiwanaku
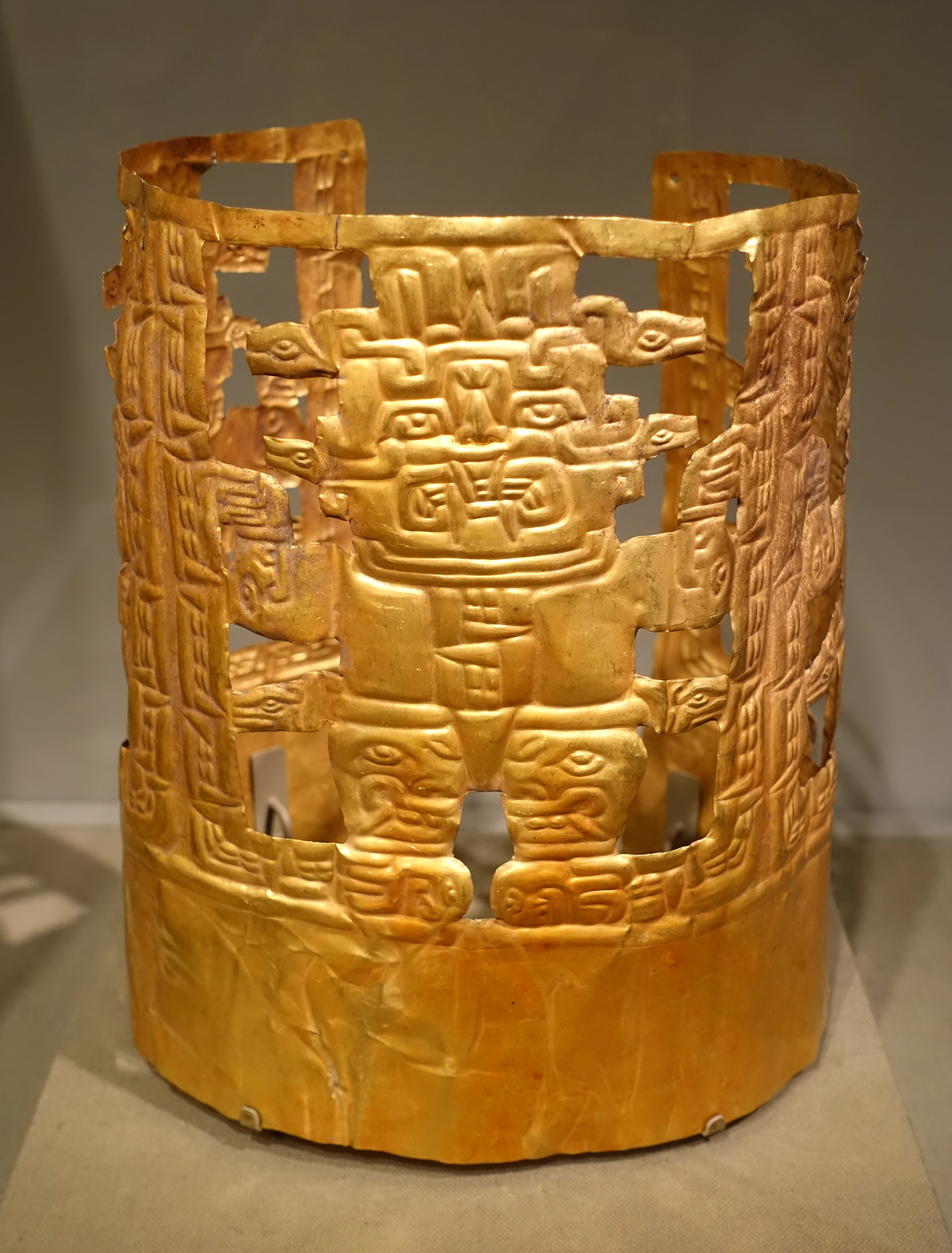
Chavín-Stabgottheit
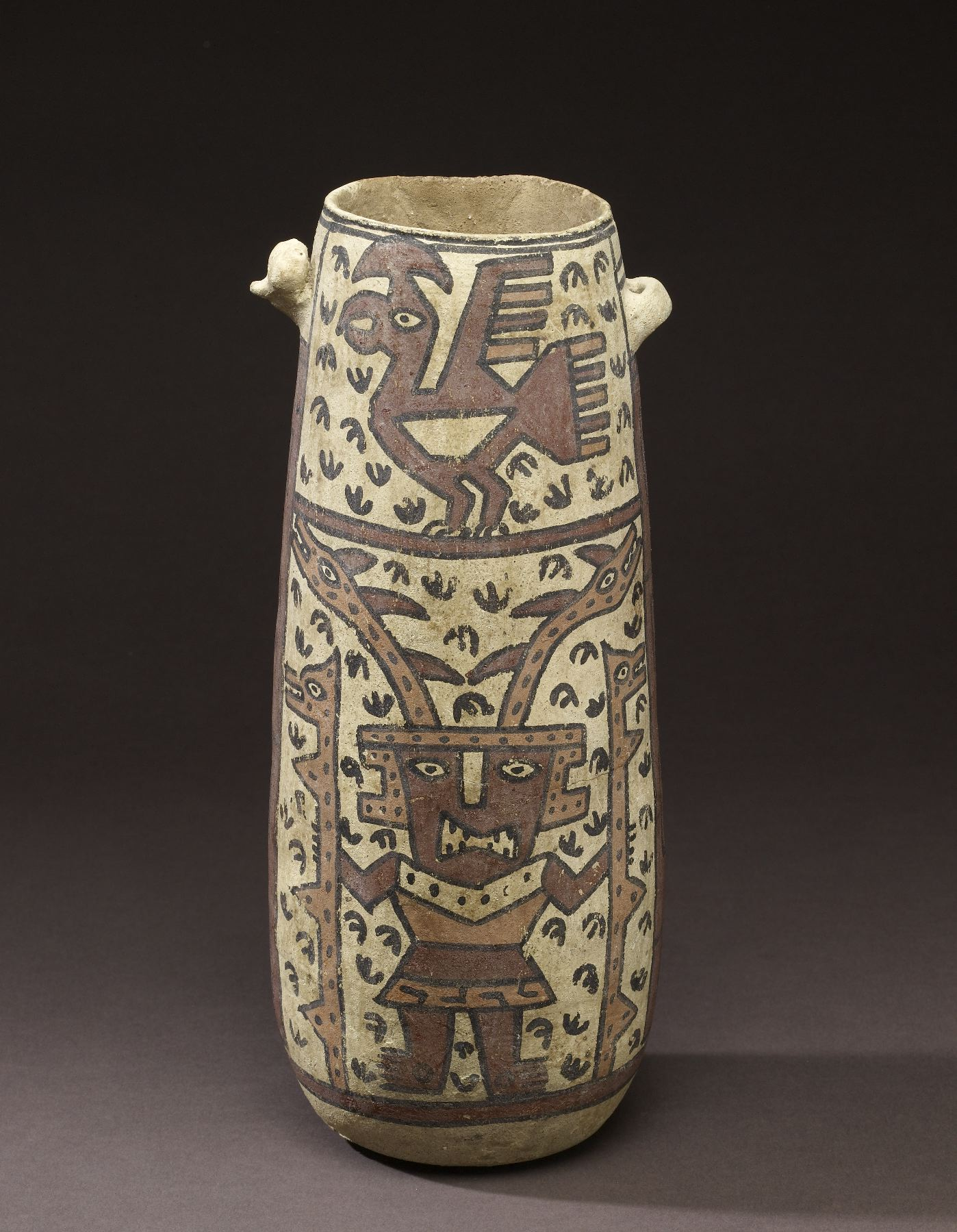
Stabgott auf einer Vase der Chancay-Kultur im Walters Art Museum
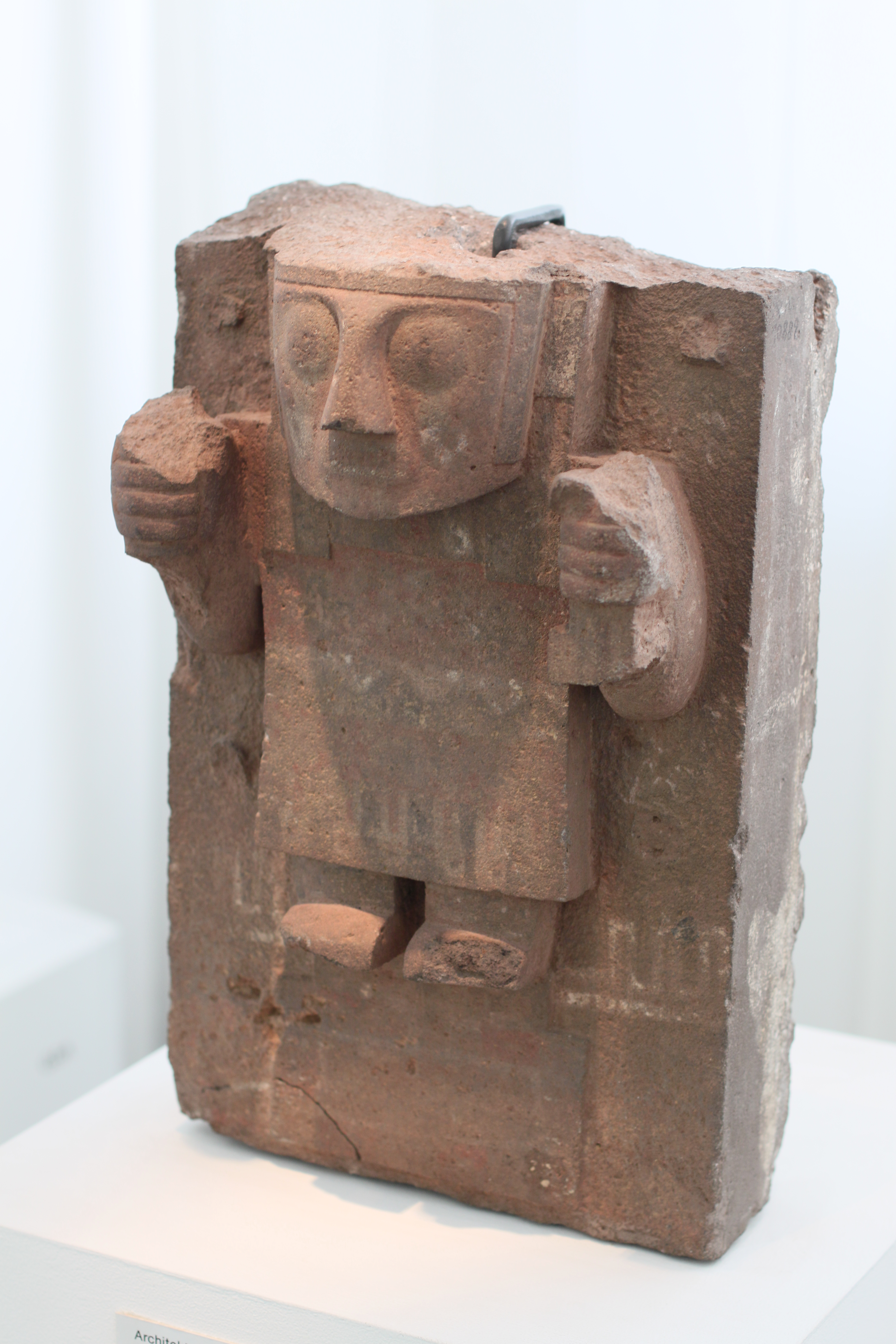
Stabgott-Architravfragment im Ethnologischen Museum Berlin
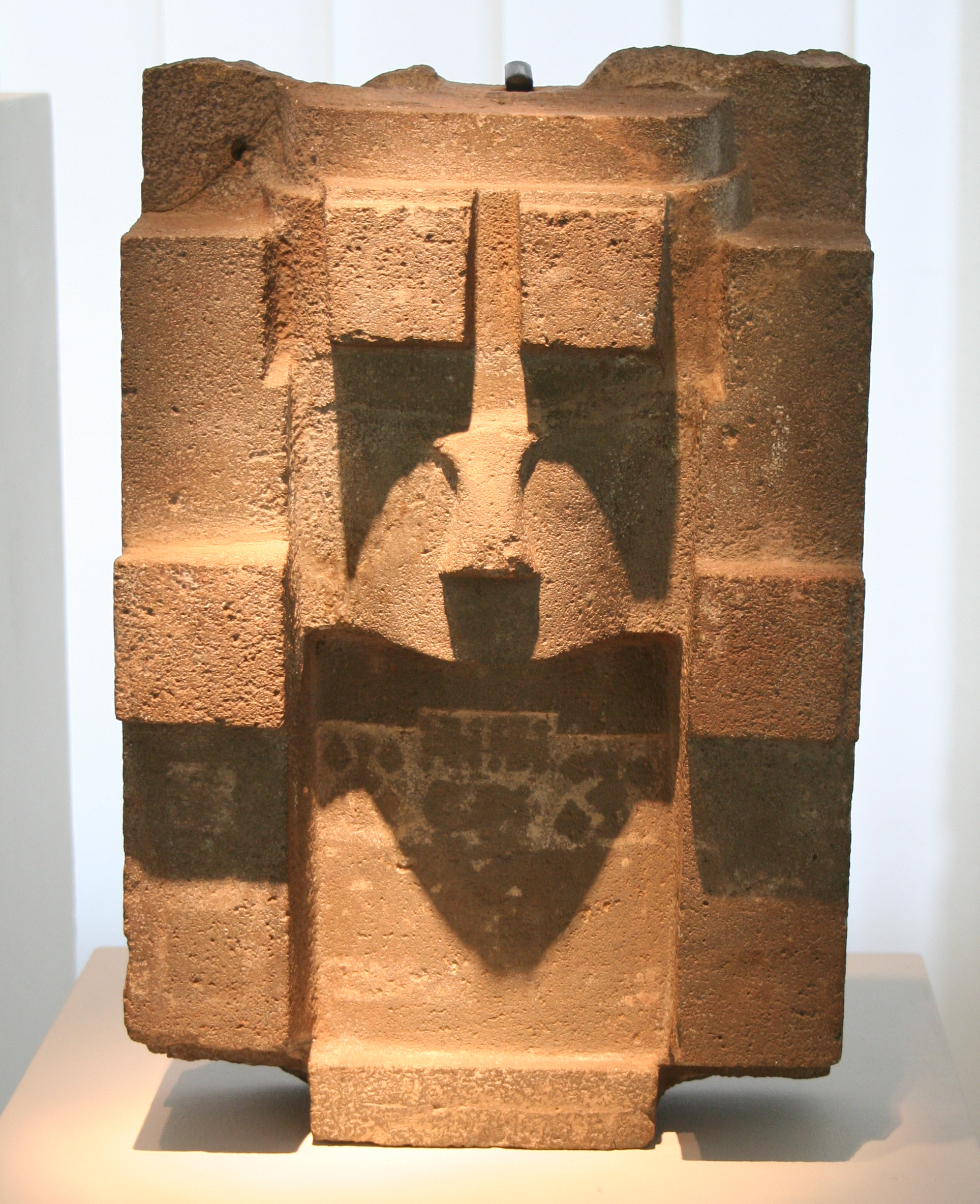
Stabgott-Architravfragment im Ethnologischen Museum Berlin